# Szedő Miklós
Szedő Miklós (Budapest, 1896. június 8. – Budapest, 1978. augusztus 19.) orvos, operaénekes (tenor).

## Életútja
Szedő (Klauber) Manó (1862–?) mérnök és Kornstein Janka (1876–1939) fiaként született. Apai nagyszülei Szedő (Klauber) Ármin (1822–1892) és Stern Rozália (1831–1913), anyai nagyszülei Kronstein Adolf és Klein Száli voltak. Eredetileg orvosnak tanult és mint a budapesti önkéntes mentőegyesület orvosa négy esztendőt töltött ezen a pályán. Közben mint dalénekes is feltűnt és továbbképezte hangját. Ezalatt nagy buzgósággal létrehozta az európai hírű mentőmúzeumot. Énektanulmányait Krammer Teréznél, dr. Kovács Ferencnél, ifj. Ábrányi Emilnénél, Márkus Dezsőnél és további jeles tanároknál végezte. A kiváló tenorénekes már a tanulása második évében önálló hangversenyt adott a Zeneakadémia nagytermében, ahol Kodály Zoltán „Énekszó" című művével átütő sikert ért el. 1924 júniusában már az Operaház igyekezett tagjává megnyerni; első fellépés a „Cigánybáró"-ban volt, Barinkay szerepében. A rádió állandó énekese, valamint a His Master's Voice gramofontársaságnak is legnépszerűbb művésze volt. 1926–27-ben az Operaház ösztöndíjasa volt. 1926 júliusában a Városi Színház tagja lett, 1928-ban 108 estén lépett fel. 1931. június 15-én Budapesten, az Erzsébetvárosban házasságot kötött Lábass Juci színésznővel. 1932-ben mint vendég lépett fel a bécsi Népoperában (Volksoper), majd 1939-ig szerepelt a Városi Színházban. Első felesége halálát követően ismét megnősült. Második felesége Duschnitz Albert és Neumann Margit lánya, Piroska volt. Ezt követően kivándorolt Dél-Amerikába, ahol egy olasz társulattal lépett fel Brazíliában, Argentínában és Chilében. 1948-ban tért haza Magyarországra, és ezután orvosként dolgozott.

## Főbb szerepei
- Barinkay (Cigánybáró)
- Pinkerton (Pillangókisasszony)
- Florestan (Fidelio)
- Alfréd (Denevér)
- Rigoletto (Verdi)
- Edgár (Lammermoori Lucia)
- Alfréd (Verdi: Traviata)
- Tamino (Mozart: A varázsfuvola)

Továbbá a Don Juan, Tosca, Sevillai borbély stb. főszerepei. Pályafutása során körülbelül ötven vezető szerepet énekelt.

## Diszkográfia
- Kemény Egon: Ma éjjel CD (Válogatás az Országos Széchényi Könyvtár Kemény Egon-gramofonfelvételeiből 1927−1947) Szerenád Média Kft., 2021. Két dal Szedő Miklós előadásában:
  - Kemény Egon – Harmath Imre: Egyetlen szerelmesem (1936, tangó dal), Szedő Miklós, dr. Damith-Mándits zenekar
  - Kemény Egon – Harmath Imre: Légy életem és halálom (1937, tangó dal), Szedő Miklós, dr. Komor Géza Pátria Tánc-Zenekar
- „Budapest tangót táncol” 1.rész,  2. rész (Összeállította: Kemény Egon) Énekli: Szedő Miklós dr., kíséri: Komor Géza Pátria Tánc Zenekara, 1936. – Youtube